# 包析
包析（ほうせき:peritectoid）は合金などが凝固するときの凝固形態、結晶組織の一つで、固相γが固相βの周りを包むように反応して、別の固相αを形成したときにできる結晶である。
包析ができるような反応を包析反応（peritectoid reaction）という。
γ+β→α
（包晶反応とよく似ている。）

## 状態図

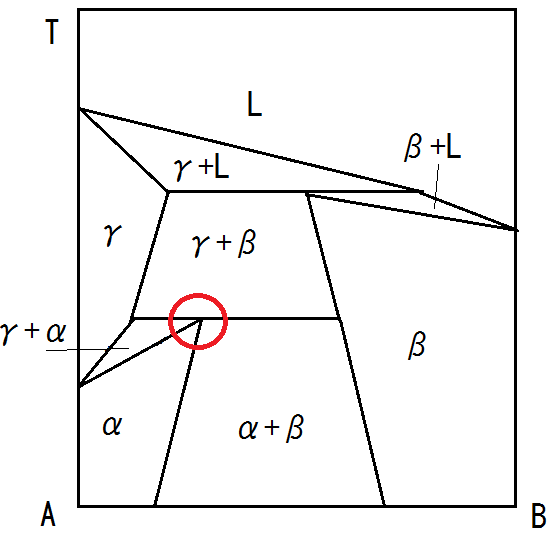
包析反応の状態図